# Komáromy család
Dicskei Komáromy család Nyitra vármegyei és Verebélyi széki egyházi nemes család, egy a számos hasonló nevű családból. Nevüket származási helyükről valamelyik Komárom településről vehették.
1622. január 15-én kapott Nemes Komáromi György, felesége Vörös Zsuzsanna, és lánya Zsuzsanna címeres nemeslevelet, amit 1633-ban Nyitra vármegyében hirdettek ki. 1664-ben az érsekújvári török defterben Komáromi Samu szerepelt Dicskén.
1699-ben Dicskén Komáromy András kaphatott érseki adományt birtokára. A 18. század elején Dicskén András, Miklós, János és Miklós voltak birtokosok, illetve István özvegye Rácz Ilona. Bár Zsitvatőn is szerepelt Komáromy Sámuel mint birtokos, e családhoz való tartozása kérdéses. A 18. század elején Komáromy Jánost írták össze Kiskéren. 1720-ban Dávid Lászlóval megegyeztek Kisjóka prédium használatáról.
1729-ben id. Komáromy János lett a nemesdicskei hadnagy. A 18. század első felében többször is perelték a családbelieket a berényi tilalmas erdőben való favágásért. Id. Komáromy András 1736-ban végrendelkezett Dicskén, majd 1737-ben első feleségétől Janik Katától származó Péter, András, Erzsébet és Kata, illetve második özvegyétől Bogyó Ilonától származó Miklós, István és Borbála osztozkodtak az örökségén. 1738-ban emiatt perre is sor került. Komáromy József 1748-ban végrendelkezett Nemespannon. 1766-ban Komáromy István bérelte a nemesdicskei kocsmáltatást. 1837-ben Komáromy István, István, András és Mátyás gyermekeitől származó unokái újra elzálogosították és megterhelték a még 1789-ben elzálogosított Berényi curiaban lévő szántóföldjeiket Boronkay János királyi tanácsosnak. 1802-ben a dicskei közbirtokosság Komáromy József lopásait vizsgálta.
Az 1809-es nemesi összeírásban Dicskén Komáromy István (67 éves) és fia Pál (25) és unokái (?) Dávid és Pál, Komáromy Károly özvegye, fia János (21) és unokái (?) Pál és Xavér, Komáromy Mihály (47) és fia Elek, Komáromy ifj. István (42) és fiai Mihály és István, Komáromy András (38) és fia Imre, Komáromy Sándor özvegye és fia József (18), illetve Komáromy Mátyás özvegye és fiai Ádám és János szerepelnek.
1928-ban és 1930-ban a nemesdicskei OKP elnöke Komáromy Rezső, alelnöke Komáromy Viktor lett. Később Komáromy Viktor az Egyesült Magyar Párt Verebélyi járási szervezetében az egyik jegyzői tisztet is betöltötte. A visszacsatolást követően Komáromy Mária tanított a nemesdicskei római katolikus iskolában. A második világháború után Komáromy Ernő 45 holdjával belépett ugyan a helyi szövetkezetbe mégis kuláknak kiáltották ki.

## Neves családtagok

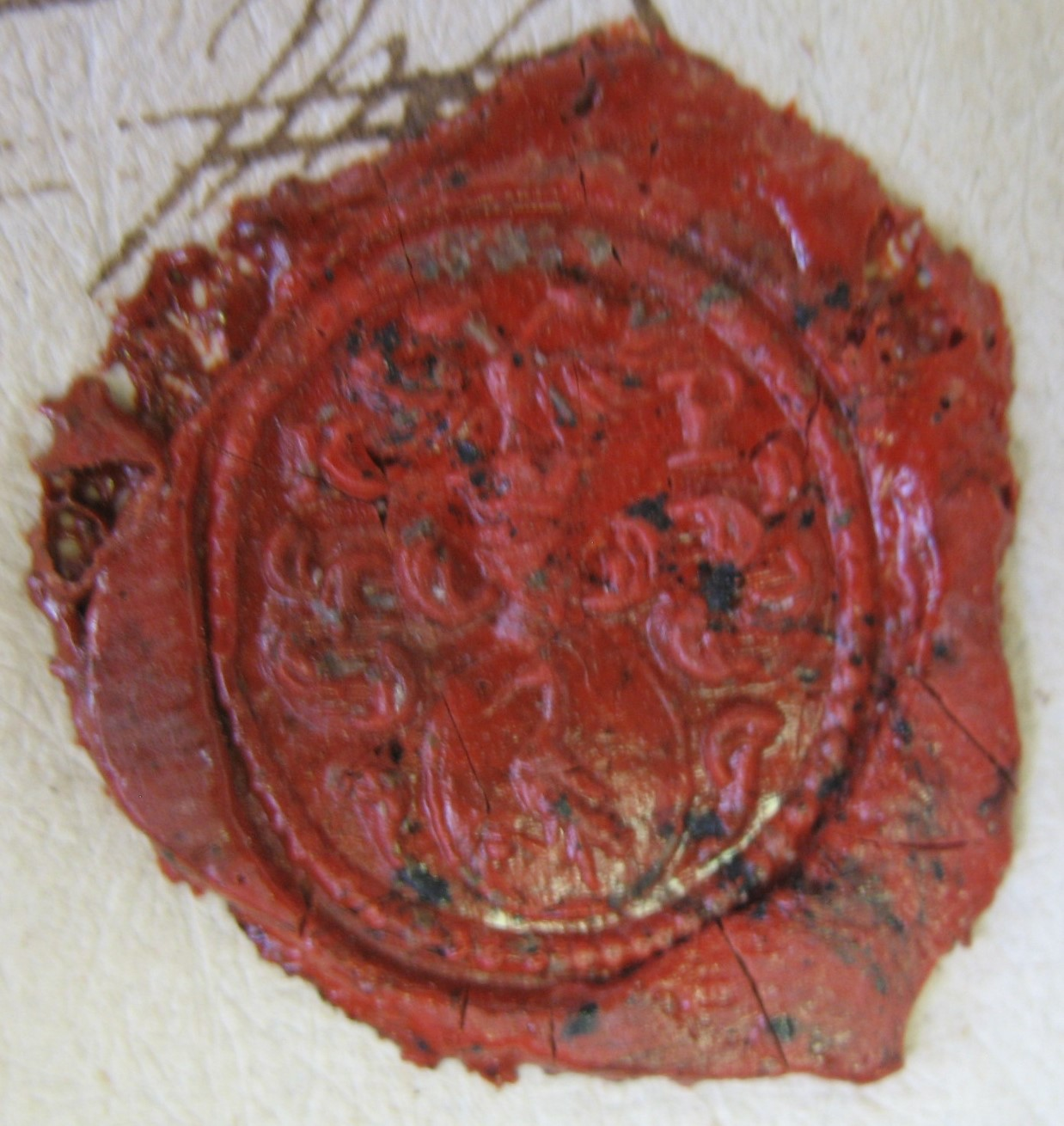
Komáromy Péter verebélyi széki esküdt pecsétje (1724)
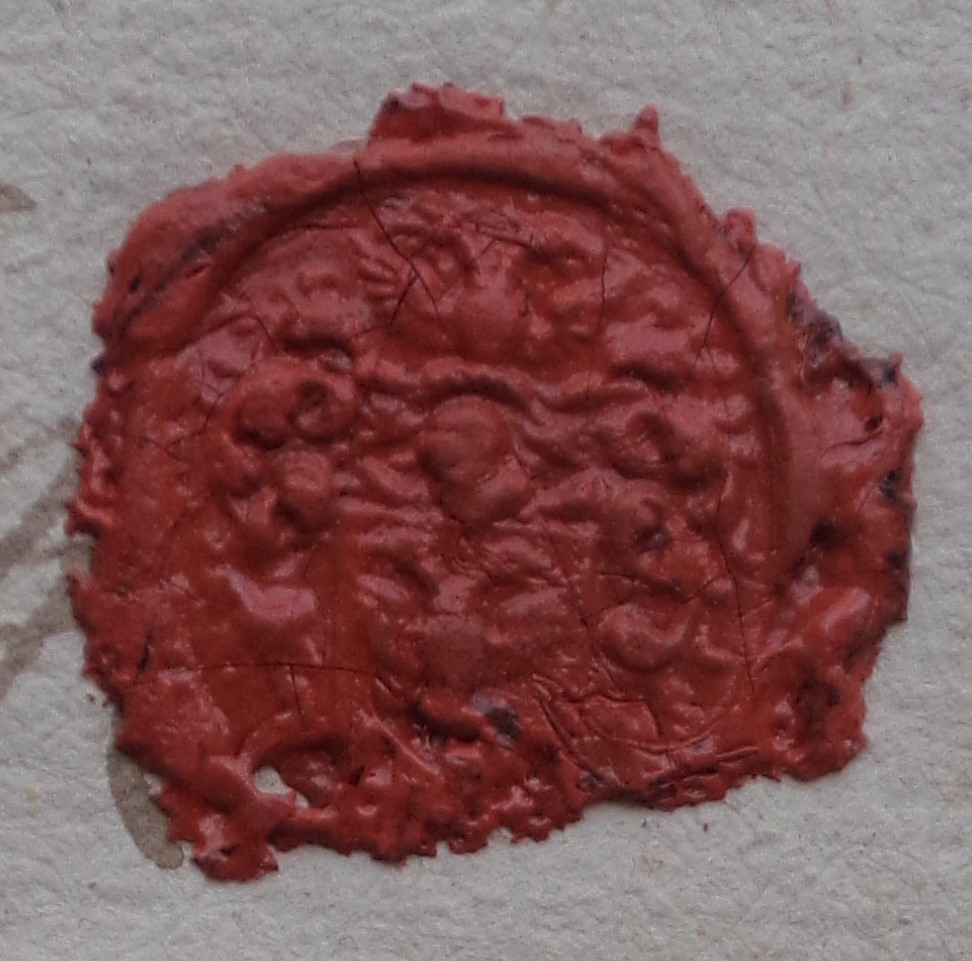
Komáromy András verebély széki esküdt pecsétje (1729)
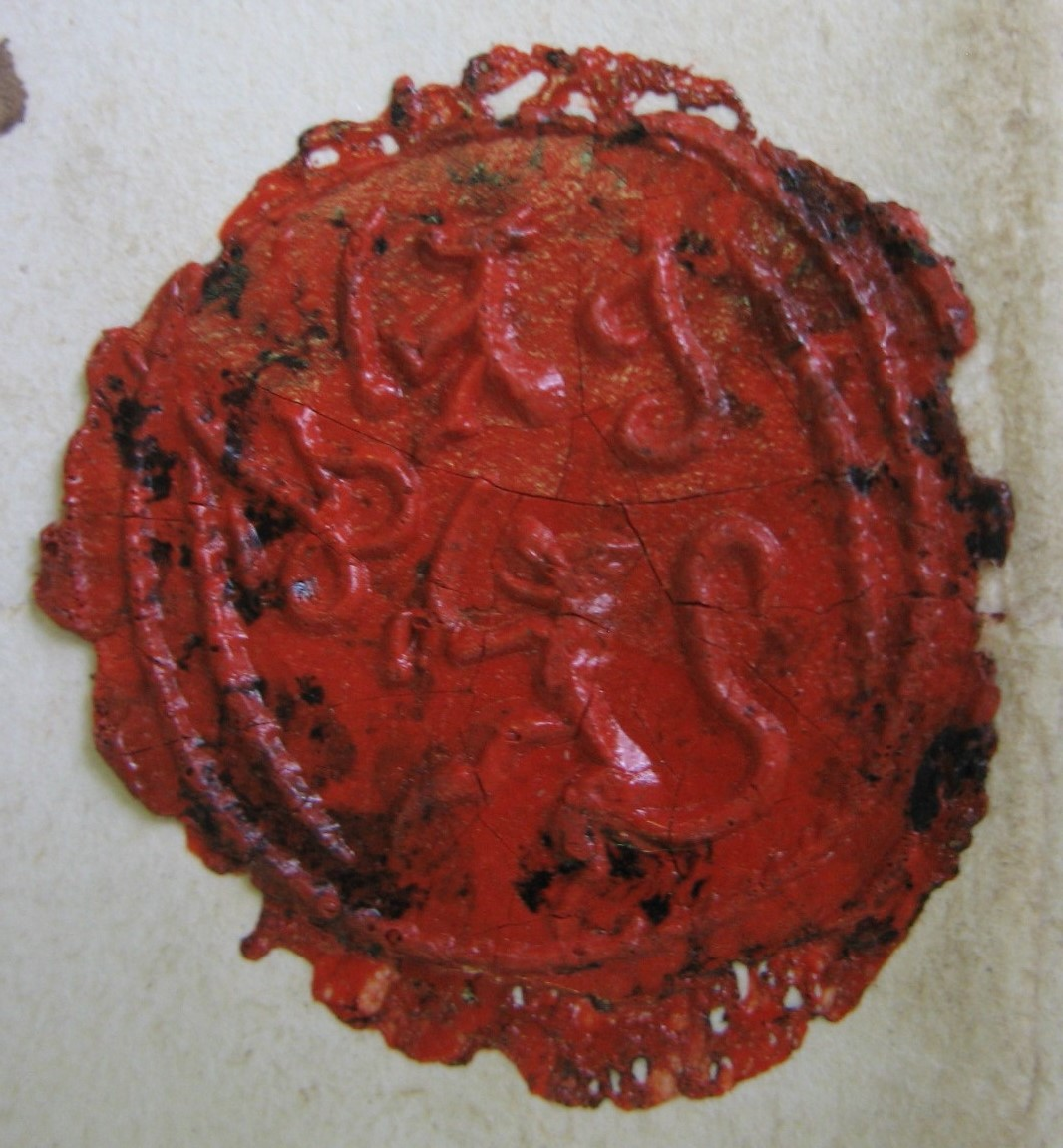
Komáromy József Verebély széki esküdt pecsétje (1845)
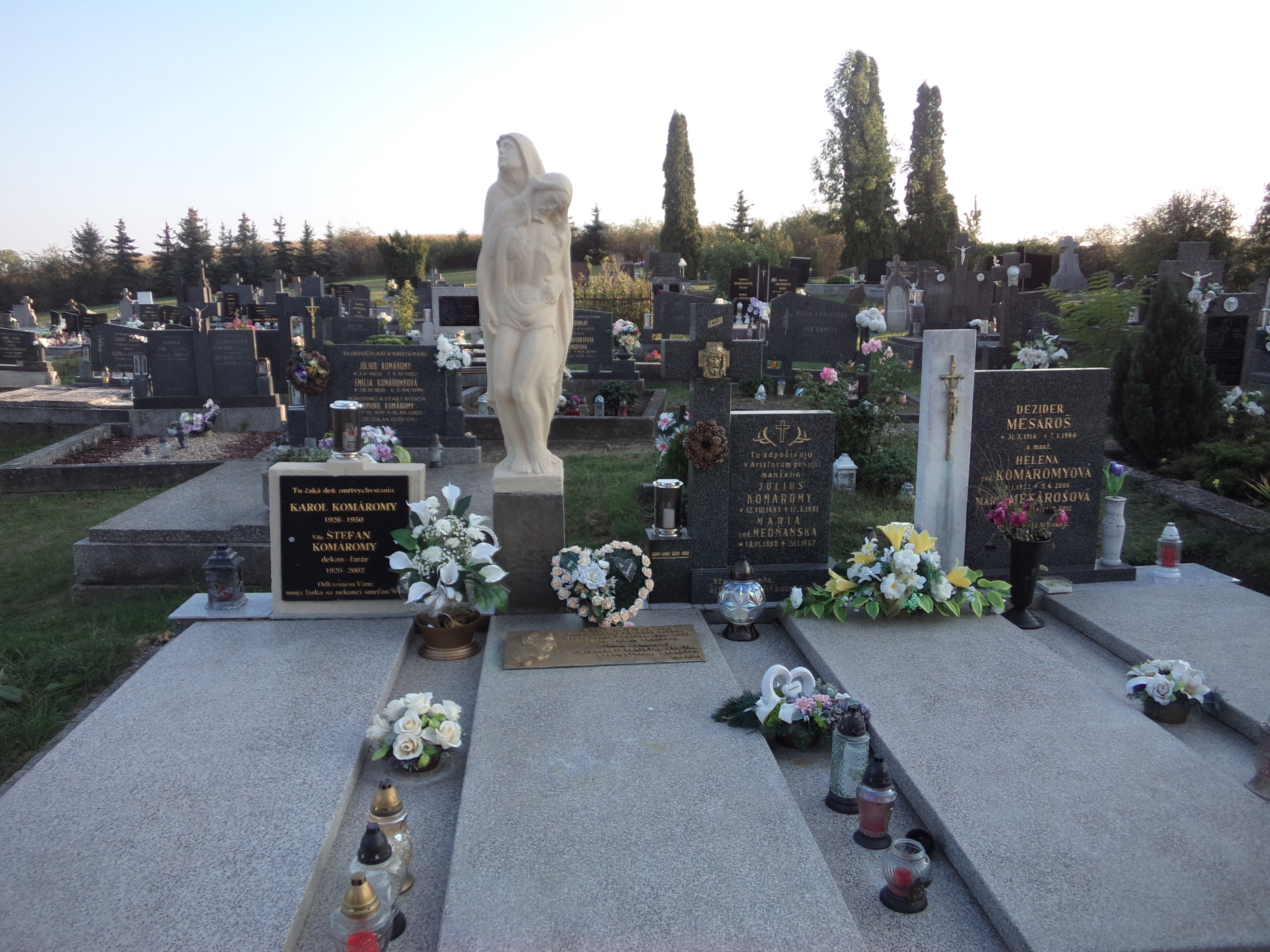
Dicskei temető
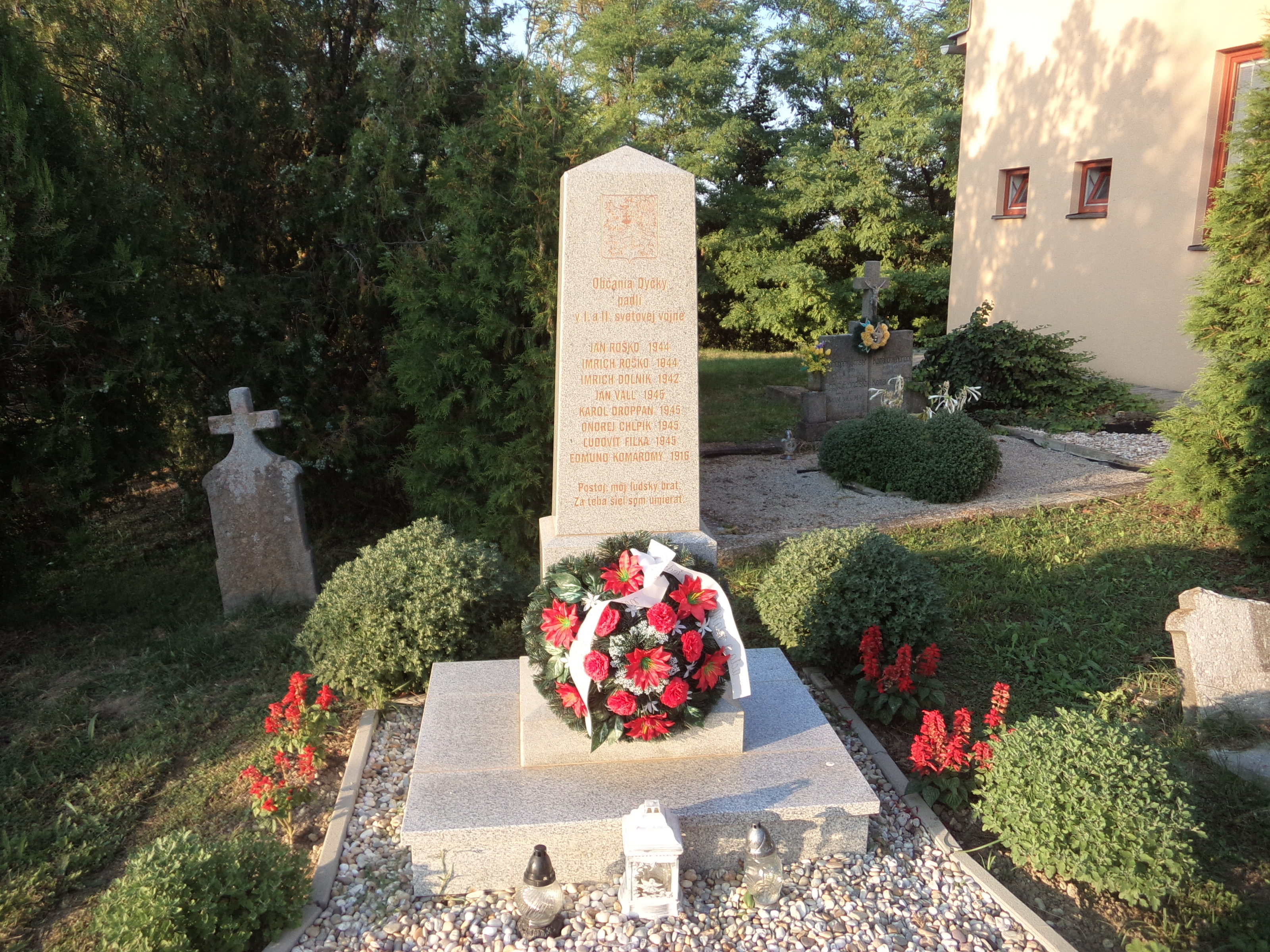
Komáromi Ede a dicskei első világháborús elesettek emlékművén

- Komáromy Péter verebélyi széki esküdt 1724-ben[19]
- Komáromy András verebély széki esküdt 1729-ben[20]
- Komáromy József verebélyi széki esküdt 1736-ban és 1743-ban[21]
- Komáromy István verebélyi széki esküdt 1771-ben és 1782-ben[22]
- Komáromy János verebélyi széki esküdt 1772-ben és 1773-ban[23]
- dicskei Komáromy Menyhért (1734-1802) 1791-1801 között Jászkun nádori alkapitány[24]
- Komáromi Ambrus (1871-?) cukorkakészítő, az első világháborúban az olasz fronton szolgált.[25]
- Štefan Komáromy (1920-2002) esperes.[26]
- Várady Elek (1757-1850) hivatalnok, királyi udvari tanácsos, az Osztrák Császári Lipót-rend keresztjének tulajdonosa.
- Várady József (1770-1858) választott püspök, Komáromy Erzsébet fia.